# Wolnei Caio
Wolnei Caio, o Caio (Roca Sales, 10 de agosto de 1968), é um ex-futebolista brasileiro que atuava como meia. Atualmente, é supervisor na Associação Carlos Barbosa de Futsal.

## Carreira
Meio-campista, Caio iniciou no futebol pelo Esportivo em 1985, permanecendo no clube até 1986. Em 1987, foi para o Grêmio, que o emprestou para o Juventus em 1988. Em 1989, jogou pelo Juventude, onde foi artilheiro do Campeonato Gaúcho. Teve uma passagem marcante no Grêmio, entre 1990 e 1993, onde conquistou o Campeonato Gaúcho nos mesmos anos.
Jogou também na Portuguesa em 1994 e foi emprestado ao Kashiwa Reysol em 1995. No mesmo ano, voltou à Portuguesa, onde ficou até 1997, sendo vice-campeão do Campeonato Brasileiro de 1996. Entre 1997 e 1998, jogou pelo Cruzeiro, onde venceu a Libertadores de 1997 e o Campeonato Mineiro em 1997 e 1998. Em 1999, defendeu o Botafogo, levando o clube ao vice-campeonato da Copa do Brasil de 1999.
Jogou por Juventude e Figueirense no ano de 2000. Em 2001, atuou por Inter de Limeira, Brasiliense e Santo André. Entre 2001 e 2002, esteve no Guarani. Em 2004, foi para o Esportivo, clube que o lançou no futebol. Por lá, venceu a Copa FGF de 2004 e permaneceu no clube até 2007, onde encerrou a carreira. No mesmo ano, veio a ser técnico do Esportivo por alguns jogos, porém não prosseguiu na carreira de treinador.
Após ser treinador, continuou no Esportivo, porém como gerente de futebol. Caio ficou no clube até 2010, quando foi para a Portuguesa, para atuar na mesma função. Trabalhou também como auxiliar técnico no Brasil de Farroupilha.
Atualmente, trilha um novo caminho na política, atuando como secretário municipal de Esportes e Lazer do município gaúcho de Garibaldi.

## Títulos
Grêmio
•   Copa Libertadores: 1983
- Campeonato Gaúcho: 1990 e 1993

Cruzeiro
- Copa Libertadores: 1997
- Campeonato Mineiro: 1997 e 1998

Esportivo
- Copa FGF: 2004

## Artilharia
Juventude
- Campeonato Gaúcho: 1989